# Ingvar (Gardarike)
Ingvar (um 840?) war ein legendarischer Herrscher (konung) in Ladoga.
Über ihn berichtete die altisländische Sturlaugs saga starfsama.
Ingvar soll in Ladoga geherrscht haben. Nachdem seine schöne Tochter Ingeborg den Heiratsantrag des Warägerkriegers Hanmar abgelehnt hatte, zog der mit einer großen Flotte gegen Ladoga. Ingvar wurde getötet, sein Verbündeter Hvitserk floh.
Hanmar wurde neuer Herrscher in Ladoga und heiratete Ingeborg.